# إعصار
في علم الأرصاد الجوية، الإعصار والجمع أعاصِير أو الإعصار الحلزوني هو كتلة هوائية كبيرة تدور حول مركز منخفض ضغط جوي قوي، وتدور عكس عقارب الساعة في نصف الكرة الشمالي وباتجاه عقارب الساعة في نصف الكرة الجنوبي عند النظر إليها من الأعلى، وهو عكس دوران المرتفع الجوي. يتميز الإعصار برياح تدور حلزونيًا نحو الداخل حول منطقة الضغط المنخفض.
أكبر أنظمة الضغط المنخفض تشمل الدوامات القطبية والأعاصير خارج الاستوائية ذات النطاق الواسع المعروف بالنطاق السينوبتيكي. كما تشمل الأعاصير ذات النواة الدافئة مثل الأعاصير الاستوائية وشبه الاستوائية، والتي تقع ضمن نفس النطاق. بينما تتواجد الدورات الهوائية متوسطة الحجم مثل الميسوسيكلونات، التورنادو، والعواصف الترابية في نطاق أصغر يُعرف بالنطاق المتوسط.
يمكن أن توجد أعاصير في الطبقات العليا من الغلاف الجوي دون وجود منخفض جوي على السطح، وتتكون أحيانًا من القنوات المدارية العلوية خلال الصيف في نصف الكرة الشمالي. وقد لوحظت أعاصير على كواكب أخرى مثل المريخ، والمشتري، ونبتون.
تكوين الإعصار هو العملية التي يبدأ بها الإعصار في التكون ويزداد في الشدة. تبدأ الأعاصير خارج الاستوائية كموجات في مناطق ذات فروقات حرارية كبيرة عند خطوط العرض المتوسطة، وتُعرف بالمناطق الباركلينية. تنكمش هذه المناطق لتشكل جبهات جوية مع ازدياد قوة الدوران الإعصاري. في مراحل متأخرة، تتشكل الجبهة المغلقة عندما تدفع كتل هوائية باردة الهواء الدافئ للأعلى، فتتحول إلى نظام بارد النواة.
يتحرك الإعصار خلال فترة حياته التي تمتد من يومين إلى ستة أيام بتأثير التيار النفاث شبه الاستوائي.
الجبهات الجوية هي الحدود بين كتل هوائية مختلفة في درجة الحرارة والرطوبة والكثافة، وترتبط بأبرز الظواهر الجوية. غالبًا ما تترافق الجبهات الباردة القوية مع عواصف رعدية شديدة، وقد تسبقها خطوط هبوب أو خطوط جافة. تتشكل هذه الجبهات غرب مركز الإعصار وتتحرك من الغرب إلى الشرق، بينما تتشكل الجبهات الدافئة شرق المركز وتسبقها عادةً أمطار متراكمة وضباب، وتتحرك نحو القطب. أما الجبهات المغلقة فتتشكل في المراحل الأخيرة من دورة حياة الإعصار قرب المركز، وغالبًا ما تلتف حوله.

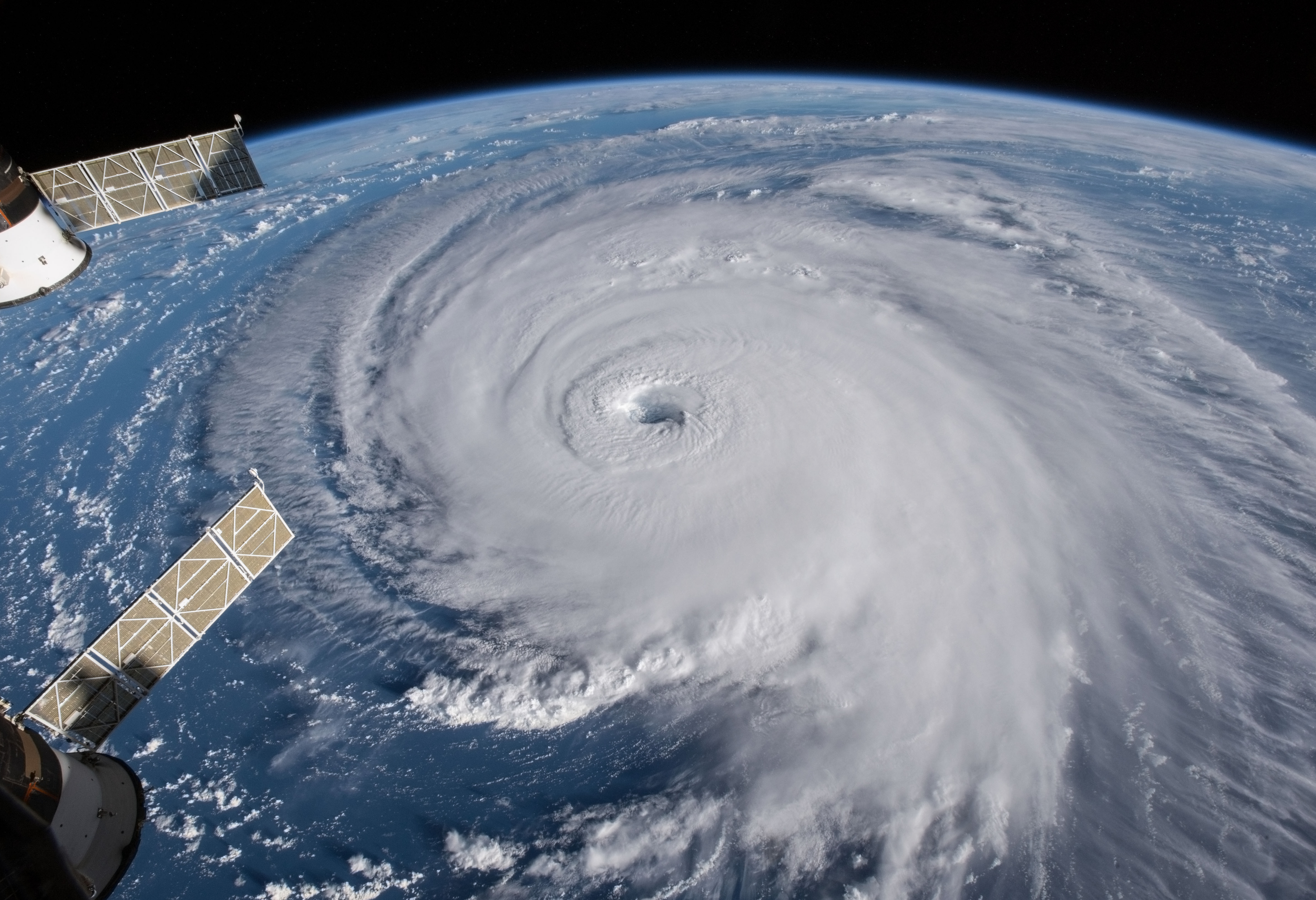
إعصار فلورنس كما رُصد من محطة الفضاء الدولية

التكوين الاستوائي للإعصار هو عملية تطور الأعاصير المدارية التي تتغذى على الحرارة الكامنة الناتجة عن نشاط العواصف الرعدية المكثف، وتتميز بنواة دافئة. يمكن للإعصار أن يتحول بين المراحل الاستوائية وشبه الاستوائية وخارج الاستوائية.
تتشكل الميسوسيكلونات كأنظمة نواة دافئة فوق اليابسة وقد تؤدي إلى تكون التورنادو. كما يمكن أن تتشكل الأعاصير المائية (الواترسبوتس) من الميسوسيكلونات، لكنها أكثر شيوعًا في بيئات ذات عدم استقرار عالي ورياح رأسية منخفضة.
في المحيط الأطلسي وشمال شرق المحيط الهادئ، يُعرف الإعصار الاستوائي باسم "الإعصار الهوريكان"، نسبة إلى إله الرياح في الثقافة الأمريكية الوسطى القديمة، هوركان. أما في المحيط الهندي وجنوب المحيط الهادئ فيُسمى ببساطة إعصارًا، وفي شمال غرب المحيط الهادئ يسمى تايفون.
ينمو عدم الاستقرار في الدوامات بشكل غير متساوٍ، ويتأثر بتغيرات في الحجم، الشدة، الحمل الحراري، التبخر السطحي، ودرجات الحرارة المحتملة على ارتفاعات مختلفة، مما يؤثر على تطور الدوامة بشكل معقد وغير خطي.

## التسمية
نشر هنري بيدينغتون [الإنجليزية] بين عامي 1836 و1855 أربعين ورقة بحثية حول العواصف الاستوائية من كلكتا في مجلة الجمعية الآسيوية. كما ابتكر مصطلح "الإعصار" الذي يعني "لفّة الثعبان". في عام 1842، أصدر أطروحته الشهيرة بعنوان "قوانين العواصف".

## الهيكل
تتشارك الأعاصير في عدد من الخصائص الهيكلية المشتركة. فالإعصار هو منطقة ذات ضغط جوي منخفض. مركز الإعصار (الذي يُعرف غالبًا باسم "العين" في الإعصار الاستوائي الناضج) هو المنطقة التي تسجل أدنى ضغط جوي في المنطقة.
بالقرب من المركز، يجب أن يكون هناك توازن تقريبي بين قوة تدرج الضغط (الفرق بين الضغط في مركز الإعصار والضغط خارج الإعصار) وقوة تأثير كوريوليس، وإلا فإن الإعصار سينهار نتيجة لاختلاف الضغط.
بسبب تأثير كوريوليس، يتدفق الريح حول إعصار كبير في اتجاه عكس عقارب الساعة في نصف الكرة الشمالي، وباتجاه عقارب الساعة في نصف الكرة الجنوبي. في نصف الكرة الشمالي، تحدث أسرع رياح بالنسبة لسطح الأرض على الجانب الشرقي من الإعصار المتجه شمالًا، وعلى الجانب الشمالي من الإعصار المتجه غربًا؛ أما في نصف الكرة الجنوبي، فتكون الحركة عكس ذلك. وعلى العكس من أنظمة الضغط المنخفض، تدور الرياح حول أنظمة الضغط العالي (المرتفعات الجوية) في اتجاه عقارب الساعة (دوران مضاد للإعصار) في نصف الكرة الشمالي، وعكس عقارب الساعة في نصف الكرة الجنوبي.

## مقياس شدة الإعصار
وهو كما يلي:
1. (83-64) الدرجة الأولى خفيف
2. (95-84) الدرجة الثانية متوسط
3. (110-96) الدرجة الثالثة قوي
4. (135-111) الدرجة الرابعة قوي جداً
5. أكثر من (135) الدرجة الخامسة عنيف

## تسمية الأعاصير
في البداية، يجب الإشارة إلى أن السبب الرئيسي وراء إعطاء أسماء للأعاصير هو تجنب الخلط أو الالتباس الذي قد يحدث لدى الناس، خاصة في المناطق التي تتكرر فيها الأعاصير المدارية. فلتفادي سوء الفهم في توقعات الطقس، وبالتالي ضمان دقة التحذيرات والتنبيهات المتعلقة بالعواصف، يتم استخدام أسماء مميزة لكل إعصار.
في العصور القديمة، لم يكن هناك نظام محدد لتسمية الأعاصير، فكانت تُطلق عليها أسماء بعض القديسين مثل إعصار هرقل، وإعصار القديس بول، وإعصار سانت لويس، أو تُسجل حسب السنة التي وقعت فيها مثل إعصار عام 1898م، وإعصار عام 1906م. كما كانت تُسمى أحيانًا حسب المكان الذي حدثت فيه، مثل إعصار ميامي وإعصار هيوستن، أو حسب المنطقة مثل «إعصار غالفستون» و«إعصار ميامي».
أما التسمية النظامية في علم الأرصاد الجوية، فتعود إلى العالم الأسترالي كليمنت راج (1852-1922)، الذي بدأ في إطلاق أسماء الأعاصير على أسماء أعضاء البرلمان الذين كانوا يعارضون منح قروض لتمويل أبحاث الأرصاد الجوية. ويُروى أنه أحيانًا كان يطلق أسماء النساء اللواتي يكنّ له مشاعر مختلفة، سواء حبًا أو كرهًا، على الأعاصير في بعض الحالات.

## اقرأ أيضًا
- إعصار عكسي
- إعصار نادين
- إعصار متوسط الشمول
- طاقة الإعصار المتراكمة